# Поток (приток Тясмина)
Поток (укр. Потік) — правый приток реки Тясмин, протекающий по Черкасскому району (Черкасская область, Украина). 

## География
Длина — 14,5 км. Площадь водосборного бассейна — 60,6 км². 
Берёт начало на юго-восточнее села Головковка. Река течёт на северо-восток. Впадает в реку Тясмин (на 28-км от её устья, в 1957 году — на 58-км) севернее села Новоселица. 
Русло средне-извилистое, в верховье пересыхает, в нижнем течении выпрямлено в канал (канализировано). Есть обрывистые берега. На реке есть пруды. Питание смешанное с преобладающим снеговым. Ледостав длится с начала декабря по середину марта. Пойма с очагами лесных насаждений, местами заболоченная. 
Притоки (от истока до устья): безымянные ручьи.
Населённые пункты на реке (от истока до устья):
1. Полудневка
2. Новоселица